# 1238

## Události
- Jakub I. Aragonský dobyl Valencii.
- První písemná zmínka o obcích Dobrovíz, Hradiště nad Ohří,Březnice,Mradice a Hořiněves.

Probíhající události
- 1223–1242: Mongolský vpád do Evropy

## Narození
- 1. května – Magnus VI., norský král († 9. května 1280)
- Gugliemo Agnelli, italský sochař a architekt († 1313)
- Menhard II. Tyrolský, hrabě gorický a tyrolský z rodu |Menhardovců († 1. listopadu 1295)

## Úmrtí
- 4. března – Johana Anglická, skotská královna jako manželka Alexandra II. († 1210)
- 19. března – Jindřich I. Bradatý, vratislavský a opolský kníže, polský senior z rodu Piastovců (* cca 1163)
- ? – Guillaume de Lorris, středověký francouzský básník (* 1200)

## Hlava státu
- České království – Václav I.
- Svatá říše římská – Fridrich II.
- Papež – Řehoř IX.
- Anglické království – Jindřich III. Plantagenet
- Francouzské království – Ludvík IX.
- Polské knížectví – Jindřich I. Bradatý – Jindřich II. Pobožný
- Uherské království – Béla IV.
- Aragonské království – Jakub I. Aragonský
- Latinské císařství – Balduin II.
- Nikájské císařství – Jan III. Dukas Vatatzés